# Cotoneaster hebephyllus
Cotoneaster hebephyllus là loài thực vật có hoa trong họ Hoa hồng. Loài này được Diels mô tả khoa học đầu tiên năm 1912.